# 戴勝益
戴勝益（1953年12月10日—）是台灣企業家、王品集團創辦人之一。生於台灣台中縣清水鎮。卸任王品董事長前，旗下有14個餐廳品牌。

## 生平
戴勝益自國立臺灣大學中文系畢業。退伍後，在三勝製帽公司工作，直到39歲離開家族事業。
- 1992年，用標會所得，向二、三十個朋友募資一千萬元，再加另二位創始股東的一千萬元，以三千萬資本額創設「ㄅ一ㄅ一樂園」，是台灣第一家引進鴕鳥的樂園，開啟騎鴕鳥的娛樂風潮
- 1993年，「ㄅ一ㄅ一樂園」改制為「大非洲野生動物園」（位於今高雄市大樹區）。同年11月，又向親朋好友週轉了一億六千萬元，在台中創立第一家王品牛排店[1]
- 1995年，在高雄成立「外蒙古全羊大餐餐廳」
- 1996年，在台中成立「金氏紀錄博物館」
- 1997年，在台中成立「一品肉粽連鎖店」
- 1998年，獲選第21屆青年創業楷模，但同年將蒙古餐廳與肉粽店結束營業或轉賣
- 2001年，創立旗下連鎖餐廳「西堤牛排」
- 2002年，創立旗下連鎖餐廳「陶板屋」
- 2013年，公開表示：上班族月薪沒五萬不要存錢[2]，又說畢業三年沒五萬是能力問題[3]，遭到社會輿論撻伐後，改口月薪沒三萬不要存錢。
- 2015年7月6日，戴宣布退休，卸下王品董事長一職[4]
- 2016年7月，創設「益品書屋」。[5]
- 2020年3月，創設「益品美術館」 [6]

## 家庭
- 戴芳（父）：三勝製帽公司的創辦人。
- 戴勝通（兄）：曾任三勝製帽董事長，人稱「帽子大王」[7]。
- 戴勝堂（弟）：易鼎活蝦董事長[8]。

- 劉採卿（妻）
- 戴東杰（子）：雀客旅館 （页面存档备份，存于）。
- 戴筱薇（女）：「SoWHAT （页面存档备份，存于）」花店。

## 相關書籍與著作
- 《王品不可思議[永久]》，台北﹝2013﹞：陳芳毓，巨思文化。
- 《戴勝益：十座大山、十大決策》，台北﹝2013﹞：潘俊琳，經濟日報。
- 《大店長開講：店長必修12學分/50個開店 Know Why[永久]》，台北﹝2012﹞：戴勝益、周俊吉、李明元、尤子彥等，商業周刊。
- 《修正力：戴勝益給年輕人的47個生存法則 （页面存档备份，存于）》， 台北 ﹝2015﹞：戴勝益/口述 、李采洪/採訪整理，時報出版。

## 外部連結
- 戴勝益半部《論語》創王品，《看》雜誌第109期。 （页面存档备份，存于）
- 靠一台縫紉機 撫養六個孩子  戴勝益：母親教我的「淺性誤事」管理智慧，《今周刊》697期。